# Markus Brzenska
Markus Brzenska est un footballeur allemand né le 25 mai 1984. Il évolue actuellement au FC Energie Cottbus au poste de défenseur central.

## Palmarès
Vierge